# دوغ غريفيثز
دوغ غريفيثز هو سياسي كندي، ولد في 26 أكتوبر 1972 في كندا. حزبياً، نشط في الرابطة التقدمية المحافظة في ألبرتا ‏. وقد انتخب عضو الجمعية التشريعية ألبرتا.